# Opstandingskerk (Groningen)
De Opstandingskerk is een kerkgebouw in de Groninger wijk De Wijert. De kerk is in 1967 ontworpen door architect Cees Groen voor de Gereformeerde kerk. Derk Holman ontwierp de glasapplicatie en het doopvont in de kerk.
Na teruglopende bezoekersaantallen ging de gemeente in 1993 samen met de Immanuelkerk. In 1994 werd de kerk overgedaan aan de vrijgemaakte kerk. Tot 2017 was het gebouw als kerk in gebruik. De gemeente had echter eveneens te maken met een dalend ledental en fuseerde in 2016 met de vrijgemaakte gemeente van de Refajahkerk. Eind 2016 vond de laatste dienst plaats en ging de gemeente volledig samen. 
In 2017 werd de kerk verkocht aan een projectontwikkelaar. De bijgebouwen zullen worden verbouwd tot appartementen, terwijl de kerkzaal een maatschappelijke functie moet krijgen. De toren blijft eveneens behouden.